# Брендзоне
Брендзо́не, Бренцоне (итал. Brenzone) — коммуна в Италии, располагается в провинции Верона области Венеция.
Население составляет 2357 человек, плотность населения составляет 47 чел./км². Занимает площадь 50,04 км². Почтовый индекс — 37010. Телефонный код — 045.
Покровителем населённого пункта считается святой Иоанн Креститель. Праздник ежегодно празднуется 24 июня.